# Борзова, Елена Петровна
Еле́на Петро́вна Борзо́ва (род. 24 февраля 1953 г.) — доктор философских наук, профессор, заслуженный работник высшей школы Российской Федерации. Член-корреспондент Международной академии наук высшей школы.

## Биография
Родилась 24 февраля 1953 года.
В 1978 году окончила философский факультет Ленинградского государственного университета им. А. А. Жданова.
В 1994 году защитила диссертацию на соискание учёной степени доктора философских наук.
В Санкт-Петербургском государственном университете культуры и искусств заведовала кафедрой межкультурных коммуникаций, являлась деканом факультета истории мировой культуры (ИМК).
Некоторое время была проректором по внебюджетной образовательной деятельности СПбГУКИ (до 2010 года).
Вице-президент Санкт-Петербургского культурологического общества.
С 2008 года — генеральный директор петербургского издательства СПбКО.
С 2012 года — ректор Санкт-Петербургского института искусств и реставрации, а с 2015 года — президент этого института.

## Научная деятельность
Докторская диссертация написана на тему «От гегелевской диалектики всеобщего к всеобщей диалектике единства».
В 2001 году издано учебное пособие «История мировой культуры», у которого существует более десятка изданий.
В 2007 году издана работа «Триадология», авторский термин, обозначающий всеобщую диалектику как триалектику.
Является автором книги «Сравнительная культурология».
В книге «Краткий курс истории философии» профессор Е. П. Борзова рассматривает вопросы что такое человеческий разум в отличие от искусственного интеллекта, в чём сущность человека и без чего он — не человек, зачем необходимы человеку духовно-нравственные ценности и гуманизм и в чём опасность трансгуманизма и пропаганды ценностей постмодернизма.

## Награды
- Заслуженный работник высшей школы Российской Федерации (2009)[2] — за заслуги в научно-педагогической деятельности и подготовке высококвалифицированных специалистов.

## Избранные публикации
- Политические и избирательные системы государств мирового сообщества : учеб. пособие / Е. П. Борзова, И. И. Бурдукова. — СПб.: СПбГУКИ, 2004. — 484 с.
- Художественные памятники мировой культуры : учеб. пособие / Е. П. Борзова, А. В. Никонов. — СПб.: СПбГУКИ, 2004.
- История мировой культуры : учеб. пособие для вузов искусств и культуры. — СПб.: Лань, 2007. — 669,[1] с. : ил.
- Триадология : монография. — СПб.: СПбГУКИ, 2007.
- Культура и политические системы стран Востока : учеб. пособие / Е. П. Борзова, И. И. Бурдукова. — СПб.: СПбКО, 2008.
- Николай Онуфриевич Лосский: философские искания. — СПб.: СПбКО, 2008.
- Сравнительная культурология: монография. — СПб.: СПбКО, 2014. — 524 с.
- Философия. Учебное пособие. — СПб.: СПбКО, 2015. — 608 с.
- Краткий курс истории философии. — СПб.: СПбКО, 2017. — 192 с.